# 达希·宾巴苏伦
达希·宾巴苏伦（1942年6月20日—）蒙古族布里亚特人，蒙古肯特省宾德尔县人，蒙古政治家，曾任蒙古人民共和国总理，也是蒙古歷史上首位通过民主选举当选的总理。

## 生平

### 政治生涯
作为经济学家，宾巴苏伦担任国家统计办公室主任、管理学院院长，尽管他的影响力在其导师姜巴·巴特蒙赫倒台后开始降低。到了1989年，宾巴苏伦已经升职到部长会议副主席，后来在1990年蒙古人民共和国大人民呼拉尔选举中（此次选举在很大程度上是民主选举），他被选为蒙古人民共和国总理。他的政府被视为推动改革的政府，但也是技术管理型政府，拥有一批为适应国家的新形势而改变立场的前共产主义者。任内，他在外交领域颇有建树，他访问了德国、比利时和法国，以及莫斯科，并且是三十年来第一位访问中华人民共和国的蒙古领导人。 1992年，他的总理职位被彭查格·扎斯莱继任。 宾巴苏伦寻求改善蒙古的对外关系，特别同日本以及世界银行密切配合，为蒙古贷款3.2亿美元。1992年10月，他脱离了蒙古人民革命党，并批评该党在蒙古的霸权及同其他地区的共产党联系密切。 1994年，他创立了亲民主派的蒙古民主复兴党（Mongolyn Ardqilsan Särgään Mandalyn Nam）。

### 其他活动
后来几年中，宾巴苏伦一直坚决反对考古学家挖掘成吉思汗遗骸。他认为挖掘将亵渎神圣的土地，并且谴责私人基金对此事的推动。他还担任蒙古管理学院（Mongolian Academy of Management）以及汗山大学（Khan Uul University）的教授，并担任蒙古发展基金会（Mongolian Development Foundation）主席，还参加了2002年地球峰会。